# Hobit (filmová trilogie)

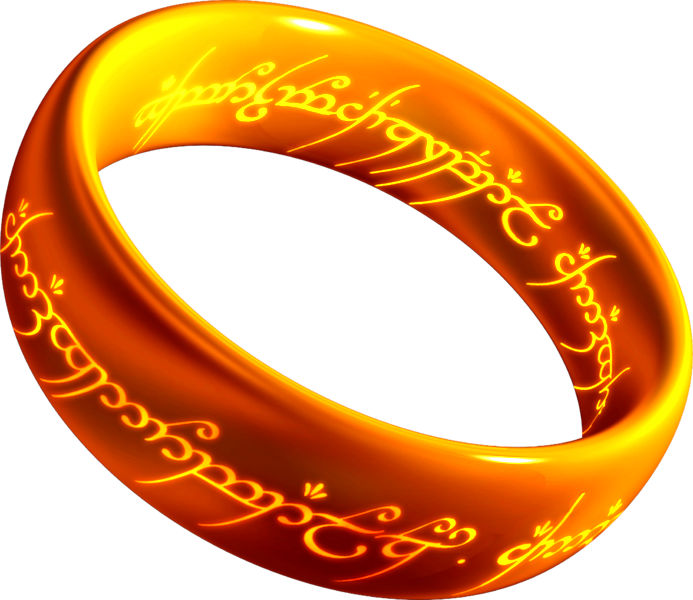
Jeden prsten

Hobit je filmová trilogie společnosti Warner Bros., jež byla natočena v letech 2012 až 2014. Předlohou pro filmy byla kniha britského autora J. R. R. Tolkiena Hobit aneb Cesta tam a zase zpátky. Tato filmová trilogie je prequelem již dříve natočené trilogie Pán Prstenů. Byla režírována Peterem Jacksonem, scénář k ní napsali Jackson, Fran Walshová, Philippa Boyensová a Guillermo del Toro. Hobit byl stejně jako Pán Prstenů natočen na Novém Zélandu.

## Filmy v trilogii
- Hobit: Neočekávaná cesta (Hobbit: An Unexpected Journey) – premiéra 14. prosince 2012
- Hobit: Šmakova dračí poušť (Hobbit: The Desolation of Smaug) – premiéra 12. prosince 2013
- Hobit: Bitva pěti armád (Hobbit: The Battle of the Five Armies) – premiéra 11. prosince 2014